# Nora Waldstätten
Nora Waldstätten (Viena, 1 de dezembro de 1981) é uma atriz austríaca.

## Biografia
Nascida em Viena, Áustria, em 1 de dezembro de 1981, Nora é filha de uma família da nobreza austríaca, os Barões de Waldstätten; e é bisneta do general e escritor militar Egon von Waldstätten.
Entre 2003 e 2007, estudou representação na Universidade de Artes de Berlim. 
Atualmente reside em Berlim, Alemanha. 

## Carreira

### Cinema e Televisão
- 2004: 2nd and A (Curta-metragem)
- 2004: Jargo
- 2005: Falscher Bekenner
- 2005: Tatort: Der Frauenflüsterer (Televisivo)
- 2005: Jetzt erst recht! – Zu schön, um wahr zu sein (Série de TV)
- 2007: The Other Possibility
- 2008: Was bleibt (Curta-metragem)
- 2008: Meine fremde Tochter
- 2008: Tangerine
- 2008: Tatort: Herz aus Eis (Televisivo)
- 2009: Die Gräfin (The Countess)
- 2009: Schwerkraft
- 2009: Parkour!
- 2010: Carlos – Der Schakal (Carlos)
- 2010: Ein Fall für zwei – Zwischen den Fronten (Série de TV)
- 2011: Nachtschicht – Ein Mord zu viel (Série de TV)
- 2011: Polizeiruf 110 – Die verlorene Tochter (Televisivo)
- 2012: Die Tore der Welt (World Without End, Televisivo)
- 2013: Das Adlon. Eine Familiensaga (Televisivo)
- 2013: Woyzeck (Televisivo)
- 2013: Oktober November
- 2014: Fünf Freunde 3
- 2014: Blutsschwestern/Die Tote in der Berghütte (Televisivo)
- 2014: Die Spiegel-Affäre (Televisivo)
- 2014: Die Wolken von Sils Maria (Sils Maria)
- Desde 2014: Die Toten vom Bodensee (Televisivo)
  - 2014: Die Toten vom Bodensee
  - 2015: Familiengeheimnis
  - 2016: Stille Wasser
  - 2017: Die Braut
  - 2017: Abgrundtief
  - 2018: Der Wiederkehrer
  - 2018: Die vierte Frau
  - 2019: Der Stumpengang
  - 2019: Die Meerjungfrau
  - 2020: Fluch aus der Tiefe
  - 2020: Der Blutritt
  - 2020: Der Wegspuk
  - 2021: Der Seelenkreis
- 2015: Das ewige Leben
- 2015: Altes Geld (Série de TV)
- 2015: Die dunkle Seite des Mondes
- 2016: Personal Shopper
- 2016: Nachtschicht – Ladies First (Televisivo)
- 2017: Wilde Maus
- 2017: Mata Hari – Tanz mit dem Tod
- Desde 2017: Eberhoferkrimi:
  - 2017: Grießnockerlaffäre
  - 2018: Sauerkrautkoma
  - 2021: Kaiserschmarrndrama
- 2017: Die Firma dankt (Televisivo)
- 2017: Allmen – Allmen und das Geheimnis des rosa Diamanten (Televisivo)
- 2018: The Team 2 (Série de TV)
- 2018: Helen Dorn – Prager Botschaft (Série de TV)
- 2018: Die purpurnen Flüsse – Die letzte Jagd (Série de TV)
- 2018: Tatort: Damian
- 2019: 8 Tage (Série de TV)
- 2019: Freies Land
- 2020: The New Pope (Série de TV)

### Teatro
- 2007:  Parte de Goose  (Teatro Alemão de Berlim)
- 2007:  Sobre Animais  (Teatro Alemão de Berlim)
- 2010:  A arte da queda (Teatro de Colónia)
- 2010: Vai 3/1 (Teatro de Colónia)